# Autographa rufescens
Autographa rufescens är en fjärilsart som beskrevs av Tutt 1892. Autographa rufescens ingår i släktet Autographa och familjen nattflyn. Inga underarter finns listade i Catalogue of Life.